# Apatania trifurca
Apatania trifurca är en nattsländeart som beskrevs av Tian, Sun in Tian, Li och Sun 1992. Apatania trifurca ingår i släktet Apatania och familjen Apataniidae. Inga underarter finns listade i Catalogue of Life.